# 周浦駅 (保寧市)
周浦駅（チュポえき）は大韓民国忠清南道保寧市周浦面鳳堂里にある韓国鉄道公社長項線の信号場である

## 沿革
- 1929年12月1日 : 保寧駅(보령역)という名前で営業開始。
- 1933年1月1日 : 周浦駅(주포역)に駅名変更。
- 1990年1月1日 : 小荷物取り扱い停止。
- 1990年6月1日 : 無煙炭貨物到着取り扱い駅に指定。
- 1997年10月30日 : 駅舎新築。
- 2004年9月1日 : 貨物取扱停止。
- 2007年6月1日 : 旅客取り扱い停止。
- 2007年12月30日 : 信号場に格下げ。

## 隣の駅
韓国鉄道公社
長項線 (全列車通過)
青所駅 - 周浦駅 - 大川駅